# Fiera di Primiero
Fiera di Primiero település Olaszországban, Trento megyében. Lakosainak száma 471 fő (2015). Fiera di Primiero Tonadico és Transacqua községekkel határos. A mindössze 0,1 km²-es területű Fiera di Primiero Olaszország legkisebbje.
2015. december 31-től a több településből összevont Primiero San Martino di Castrozza község egyik frakciója (frazione), egyben az új község közös elöljáróságának székhelye (sede municipale).

## Népesség
A település népességének változása:

| 2015 | 471 |